# Hāchākand-e Darmānlū
Hāchākand-e Darmānlū (persiska: هاچاكَندِ دَرمانلو) är en ort i Iran.   Den ligger i provinsen Ardabil, i den nordvästra delen av landet, 500 km nordväst om huvudstaden Teheran. Hāchākand-e Darmānlū ligger 726 meter över havet och antalet invånare är 643.
Terrängen runt Hāchākand-e Darmānlū är lite bergig, och sluttar norrut. Runt Hāchākand-e Darmānlū är det ganska tätbefolkat, med 70 invånare per kvadratkilometer. Närmaste större samhälle är Germī, 9,4 km väster om Hāchākand-e Darmānlū. Trakten runt Hāchākand-e Darmānlū består till största delen av jordbruksmark.